# Intervallo dinamico lineare
Nelle analisi quantitative strumentali, l'intervallo dinamico lineare o range dinamico lineare (in inglese linear dynamic range) è l'intervallo dinamico in cui la risposta strumentale è lineare.
In altre parole è il rapporto tra i valori massimo e minimo entro i quali lo strumento dà una risposta lineare alla concentrazione dell'analita.
Un modo per aumentare l'intervallo dinamico lineare di uno strumento è avere due o più rivelatori che lavorano in diversi intervalli di intensità di segnale.